# Юзеф Наронович-Наронський
Юзеф (Йосип) Наронович-Наронський (1610—1678) — інженер, картограф і історик Литовсько-Руської держави. Протестант за віросповіданням, вважав себе русином.

## Біографія
Навчався в кальвіністській гімназії в Кедайнах, Академії в польському Ракові і, можливо, в Лейдені (Нідерланди).
Окрім польської, володів латиною, французькою, голландською і трохи німецькою мовами.
У 1630-х роках проводив картографічні роботи в Україні, був помічником Гійома Левассера де Боплана.
З 1644 року на службі у Януша Радзивілла, склав план містечка Любча і околиць.
У 1645 — 1653 роках проводив геодезичні роботи і склав плани маєтків, що належали Радзівіллу: Свядость, Меречь, Віжуни, Кейдани, Аванти, Біржай, Делятичі (біля Любчі), острова на оз. Дрисвяти. Карти зазвичай виконував в масштабі 1:50 000.
У 1658 році оселився в Пруссії після постанови сейму про вигнання польських братів з Речі Посполитої. Головним замовником його картографічних робіт у цей час був курфюрст Фрідріх Вільгельм. Наронович-Наронський обіймав посаду цивільного інженера і географа курфюрста. При проведенні картографічних робіт йому допомагав син Ян Юзеф (пом. 1672), з 1672 р — Андрій Войновський. Наронович також співпрацював з Самуїлом Суходольцем (Суходольським), який пізніше володів маєтком Стара Ружанка.
У травні 1659 року виконав карту озера Друзно, пізніше — карти Віслинської і Куршської заток.
У Пруссії створив «Генеральну карту Східної Пруссії». Підготував проект прокладки каналів для з'єднання Великих Мазурських озер, а також сполуки річок Дейми і Німану з річкою Преголя. Фотокопії його карт зберігаються в Центрі наукових досліджень ім. Войцеха Кентшіньского в Ольштині.
Виконав архітектурний проект із будівництва палацу в Просьні.
Помер в 1678 р. в м. Щитно (нім. Ortelsburg). Похованням Нароновича займався Збігнев Морштин з Рудавки.